# Eric Hayes
Eric Gerard Hayes (Tampa, 12 novembre 1967) è un ex giocatore di football americano statunitense che ha giocato nel ruolo di defensive tackle nella  National Football League (NFL).

## Carriera
Hayes fu scelto nel corso del quinto giro (119º assoluto) del Draft 1990 dai Seattle Seahawks. Vi giocò per 21 partite in due stagioni, dopo di che passò ai Los Angeles Rams nel 1992, giocando una sola gara. L'ultima stagione nella NFL fu nel 1995 con i Tampa Bay Buccaneers. Nel 1995 disputò un'annata con i Connecticut Coyotes della Arena Football League.